# Даты старого и нового стиля
Старый стиль  и новый стиль обозначают системы датирования до и после изменения календаря соответственно. Обычно это переход с юлианского календаря на григорианский, принятый в различных европейских странах с 1582 по 1923 годы.
Для стран, где корректировка начала года не проводилась, старый стиль и новый стиль просто указывают юлианскую и григорианскую системы датирования.
В Англии, Уэльсе, Ирландии и британских американских колониях произошли две смены календаря, обе в 1752 году. Первая смена скорректировала начало нового года с Благовещения (25 марта) на 1 января (что Шотландия сделала с 1600 года), а вторая смена отказалась от юлианского календаря в пользу григорианского календаря, удалив 11 дней из сентябрьского календаря 1752 года. Чтобы приспособиться к двум изменениям календаря, использовали двойную датировку, указывая дату в соответствии с обоими стилями датирования.

## Британия и её колонии или владения
В Королевстве Великобритании и его владениях Закон о календаре (новый стиль) 1750 года внёс два одновременных изменения в календарь. Первое, которое применялся к Англии, Уэльсу, Ирландии и британским колониям, изменил начало года с 25 марта на 1 января «на следующий день после 31 декабря 1751 года» (Шотландия уже внесла это изменение 1 января 1600 года). Вторым (фактически) изменением григорианский календарь был введён вместо юлианского календаря. Таким образом, «новый стиль» может относиться либо к корректировке начала года, либо к принятию григорианского календаря, либо к их комбинации.

### Корректировка начала года
При записи дат британской истории обычно указывается дата, первоначально записанная во время события, но с номером года, скорректированным так, чтобы он начинался 1 января. Последняя корректировка может быть необходима, поскольку начало гражданского календарного года не всегда приходится на 1 января и в разных странах менялось в разное время. С 1155 по 1752 год гражданский или юридический год в Англии начинался 25 марта (Благовещение); так, например, казнь Карла I была записана в то время в парламенте как происшедшая 30 января 1648 года (по старому стилю). В новых англоязычных текстах эта дата обычно указывается как «30 января 1649 года» (новый стиль). Соответствующая дата по григорианскому календарю — 9 февраля 1649 года, дата, к которой его современники в некоторых частях континентальной Европы записали бы его казнь.
Обозначение OS/NS особенно актуально для дат, которые попадают между началом «исторического года» (1 января) и официальной датой начала, если они отличаются, как это было 25 марта в Англии, Уэльсе, Ирландии и колониях до 1752 года и до 1600 года в Шотландии.
В Великобритании 1 января отмечалось как праздник Нового года ещё с XIII века, несмотря на то, что зарегистрированный (гражданский) год не изменялся до 25 марта, но год, начинающийся 25 марта, назывался гражданским или юридическим годом, хотя чаще использовалась фраза «старый стиль».
Чтобы уменьшить недопонимание даты, было принято даже в полуофициальных документах, таких как приходские книги, помещать установленный законом заголовок нового года после 24 марта (например, «1661»), а другой заголовок — с конца следующего декабря 1661/62 года — форма двойного датирования, указывающая, что в следующие двенадцать недель или около того год был 1661 по старому стилю, но 1662 по новому стилю. Некоторые более современные источники, часто более академические (например, «История парламента»), также используют стиль 1661/62 для периода с 1 января по 24 марта за годы до введения календаря нового стиля в Англии.

### Принятие григорианского календаря
Благодаря принятию Закона о календаре (новом стиле) 1750 года Королевство Великобритании, Королевство Ирландия и Британская империя (включая большую часть того, что сейчас является восточной частью Соединённых Штатов Америки и Канады) приняли григорианский календарь в 1752 году, к этому времени нужно было исправить дату на 11 дней. За средой, 2 сентября 1752 года, последовал четверг, 14 сентября 1752 года. Заявления о том, что бунтовщики требовали «Дайте нам наши одиннадцать дней», возникло из неверного толкования картины Уильяма Хогарта.

## Другие страны
С октября 1582 года григорианский календарь заменил юлианский в католических странах. Это изменение было реализовано впоследствии в протестантских и восточно-православных странах, обычно гораздо позже, а в последнем случае — только в гражданском календаре. Следовательно, когда встречаются обозначения старого и нового стиля, не обязательно подразумевается дата принятия в Великобритании. Изменение «начала года» и изменение календарной системы не всегда принимались одновременно. Точно так же гражданское и религиозное усыновление могло произойти не одновременно или даже не произойти вовсе. В случае с Восточной Европой, например, все эти предположения были бы неверны.

### Греция
Другие страны восточного православия в конечном итоге приняли григорианский календарь (или новый стиль) для своих гражданских календарей, но большинство из них продолжают использовать юлианский календарь в религиозных целях. Греция была последней, кто сделал это в 1923 году. В современной греческой истории разница между датами старого и нового стиля составляет 13 дней.

### Румыния
Румыния официально приняла григорианский календарь 1 апреля 1919 года, который стал 14 апреля 1919 года. Это было отмечено в 2019 году Национальным банком Румынии выпуском памятной монеты номиналом 10 серебряных леев.

### Россия
В России даты по новому стилю стали использоваться в начале 1918 года, когда за 31 января 1918 года последовало 14 февраля 1918 года: с 1 марта 1900 года разница между датами по старому и новому стилю составляет 13 дней.
В англоязычных публикациях принято использовать знакомые термины старого стиля и/или нового стиля для обсуждения событий и личностей в других странах, особенно в отношении Российской империи и самого начала Советской России. Например, в статье «Октябрьская (ноябрьская) революция» Британская энциклопедия использует формат «25 октября (7 ноября по новому стилю)» для описания даты начала революции.

### Северная и Южная Америка
Европейские колонии Америки приняли календарь нового стиля, когда это сделали их метрополии. На территории нынешних континентальных Соединённых Штатов Америки французские и испанские владения появились примерно на 130 лет раньше, чем британские колонии. На практике большинство сохранившихся письменных источников о том, что сейчас является Канадой и Соединёнными Штатами Америки, относятся к 20 материковым британским колониям, где Закон о британском календаре 1751 года применялся за 24 года до того, как Соединённые Штаты Америки провозгласили независимость. Канадские записи также включают документы Новой Франции, отражающие новый стиль, поскольку Франция приняла его в 1582 году, но язык, использованный в записи является хорошим индикатором того, какой календарь использовался для указанных дат. Та же логика применима и к Карибским островам.
На Аляске изменения произошли после того, как Соединённые Штаты Америки купили Аляску у России. За пятницей, 6 октября 1867 года, последовала пятница, 18 октября. Вместо 12 дней было пропущено только 11, а день недели повторился на следующий день, потому что в то же время международная линия перемены дат была перемещена с восточной границы Аляски с Юконом на её новую западную границу, теперь с Россией.

## Перенос дат исторических событий и возможные конфликты дат
Обычно сопоставление дат нового стиля с датами старого стиля с корректировкой начала года работает хорошо с небольшой путаницей для событий до введения григорианского календаря. Например, известно, что битва при Азенкуре произошла 25 октября 1415 года, в день святого Криспина. Однако в период между началом введения григорианского календаря 15 октября 1582 года и его введением в Великобритании 14 сентября 1752 года может возникнуть значительная путаница между событиями в континентальной Западной Европе и в британских владениях. События в континентальной Западной Европе обычно описываются в англоязычных историях с использованием григорианского календаря. Например, битва при Бленхейме всегда указывается как 13 августа 1704 года. Однако путаница возникает, когда событие включает в себя и то, и другое. Например, король Англии Вильгельм III прибыл в Бриксхэм в Англии 5 ноября (по юлианскому календарю) после того, как он отплыл из Нидерландов 11 ноября (по григорианскому календарю) 1688 года.
Битва при Бойне в Ирландии произошла 1 июля 1690 года (по юлианскому календарю). Это соответствует 11 июля по григорианскому календарю, что близко к юлианской дате последующей (и более решающей) битвы при Огриме 12 июля 1691 года (по юлианскому календарю). Последняя битва отмечалась ежегодно на протяжении XVIII века 12 июля, следуя обычному историческому соглашению отмечать события того периода в Великобритании и Ирландии путём сопоставления юлианской даты непосредственно с датой по современному григорианскому календарю (как это бывает, для например, с Ночью Гая Фокса 5 ноября). Битва при Бойне была отмечена небольшими парадами 1 июля. Однако оба события были объединены в конце XVIII века и продолжают отмечаться как «Двенадцатое».
Из-за различий британские авторы и их корреспонденты использовали две даты, что называется двойной датировкой. Таким образом, письма, касающиеся дипломатии и международной торговли, иногда имели даты как по юлианскому, так и по григорианскому календарю, чтобы избежать путаницы. Например, сэр Уильям Босуэлл написал сэру Джону Коуку из Гааги письмо от «12/22 декабря 1635 года». В своей биографии Джона Ди, фокусника королевы, Бенджамин Вулли предполагает, что, поскольку Ди безуспешно боролся за то, чтобы Англия приняла дату, установленную для изменения 1583/84 годов, «Англия оставалась вне григорианской системы ещё 170 лет, сообщения в течение этого периода обычно с двумя датами».
Напротив, на надгробии Томаса Джефферсона, жившего в то время, когда Британские острова и колонии перешли на григорианский календарь, указана дата его рождения с использованием юлианского календаря (обозначается OS для старого стиля), а дата его смерти — с использованием григорианского календаря. При рождении Джефферсона разница между юлианским и григорианским календарями составляла одиннадцать дней, поэтому его день рождения 2 апреля по юлианскому календарю соответствует 13 апреля по григорианскому календарю. Точно так же теперь официально сообщается, что Джордж Вашингтон родился 22 февраля 1732 года, а не 11 февраля 1731/32 года (по юлианскому календарю).
Есть свидетельства того, что изменение календаря не было легко принято. Многие британцы продолжали отмечать свои праздники «по старому стилю» вплоть до XIX века, что, по мнению Карен Белленир, свидетельствует о глубоком эмоциональном сопротивлении календарной реформе.

## Различия между юлианскими и григорианскими датами
Изменение произошло из-за осознания того, что правильное число дней в году не 365,25 (365 дней 6 часов), как предполагается в юлианском календаре, а немного меньше (около 365,242 дня): в юлианском календаре слишком много високосных годов. Следствием этого было то, что основа для расчёта даты Пасхи, как было принято в IV веке, отошла от реальности. Реформа григорианского календаря также имела дело с накопленной разницей между этими цифрами между 325 и 1582 годами, пропустив 10 дней, чтобы установить церковную дату равноденствия на 21 марта, среднюю дату его появления во время Первого Никейского собора в 325 году.
Странам, принявшим григорианский календарь после 1699 года, нужно было пропустить дополнительный день для каждого последующего нового века, который с тех пор добавлялся по юлианскому календарю. Когда Британская империя сделала это в 1752 году, разрыв увеличился до одиннадцати дней; когда Россия сделала это (в качестве своего гражданского календаря) в 1918 году, нужно было пропустить тринадцать дней.

## Другие обозначения
Латинскими эквивалентами, которые используются во многих языках, являются stili veteris (родительный падеж) или stilo vetere (аблатив), сокращенно st.v. и соответственно означает "(of) old style" and "(in) old style", а также stili novi или stilo novo, сокращенно st. n. и означает "(of/in) new style". Латинские аббревиатуры могут быть написаны разными пользователями по-разному, например, St. n. или н. ст. для «нового стиля». Эквиваленты этих терминов есть и в других языках, например, в немецком a. St. («alten Stils» для OS).

## Комментарии
1. ↑  Закон должен использовать эту формулировку, поскольку «1 января 1752 года» является неоднозначной датой.
2. ↑  В календарном акте не упоминается папа Григорий XIII.
3. ↑  Британские официальные юридические документы XVI и XVII веков обычно датировались годом правления монарха. Поскольку они начинаются в день вступления на престол монарха, они обычно охватывают два последовательных календарных года и должны рассчитываться соответствующим образом, но результирующие даты должны быть однозначными.
4. ↑  Например, см. дневник Сэмюэля Пипса от 31 декабря 1661 года: «Я сел, чтобы закончить свое путешествие за этот год…»[13], за которым сразу следует запись от «1 января 1661/62 года»[14]. Это пример двойной системы датирования, которая стала общепринятой в то время.
5. ↑  См. также Маленькое Рождество
6. ↑  Поскольку 1600 год был високосным в обоих календарях, к исчислению нужно было добавить только один дополнительный високосный день (в 1700 году).